# Ipswich Cardinals
Gli Ipswich Cardinals sono una squadra di football americano di Ipswich, in Gran Bretagna. Fondati nel 1986, hanno vinto un Britbowl.

## Dettaglio stagioni

### Tornei

#### Tornei nazionali

##### Campionato

###### BAFA NL National
| Stagione | regular season | regular season | regular season | regular season | regular season | regular season | playoff | playoff | playoff | playoff | playoff | playoff   | playoff    |
|          | Vin            | Par            | Per            | Tot            | PF             | PS             | Vin     | Per     | Tot     | PF      | PS      | risultato | avversaria |
| -------- | -------------- | -------------- | -------------- | -------------- | -------------- | -------------- | ------- | ------- | ------- | ------- | ------- | --------- | ---------- |
| 2014     | 2              | 0              | 8              | 10             | 70             | 412            | -       | -       | -       | -       | -       | -         | -          |
| Totale   | 2              | 0              | 8              | 10             | 70             | 412            | -       | -       | -       | -       | -       |           |            |

Fonti: Enciclopedia del Football - A cura di Massimo Mezzetti

###### BAFA NL Division Two
| Stagione | regular season | regular season | regular season | regular season | regular season | regular season | playoff | playoff | playoff | playoff | playoff | playoff                              | playoff                |
|          | Vin            | Par            | Per            | Tot            | PF             | PS             | Vin     | Per     | Tot     | PF      | PS      | risultato                            | avversaria             |
| -------- | -------------- | -------------- | -------------- | -------------- | -------------- | -------------- | ------- | ------- | ------- | ------- | ------- | ------------------------------------ | ---------------------- |
| 2015     | 1              | 0              | 9              | 10             | 124            | 422            | -       | -       | -       | -       | -       | -                                    | -                      |
| 2016     | 0              | 0              | 10             | 10             | 91             | 290            | -       | -       | -       | -       | -       | -                                    | -                      |
| 2017     | 1              | 0              | 9              | 10             | 125            | 329            | -       | -       | -       | -       | -       | -                                    | -                      |
| 2018     | 6              | 0              | 2              | 8              | 193            | 168            | 0       | 1       | 1       | 14      | 44      | Quarti di finale Southern Conference | Hertfordshire Cheetahs |
| 2022     | 3              | 0              | 5              | 8              | 91             | 149            | -       | -       | -       | -       | -       | -                                    | -                      |
| Totale   | 11             | 0              | 35             | 46             | 624            | 1358           | -       | -       | -       | -       | -       |                                      |                        |

Fonti: Enciclopedia del Football - A cura di Massimo Mezzetti

### Riepilogo fasi finali disputate
| Anno           | Luogo | Evento               | Fase del torneo                      | Incontro                                   | Risultato |
| 12 agosto 2018 |       | BAFA NL Division Two | Quarti di finale Southern Conference | Hertfordshire Cheetahs - Ipswich Cardinals | 44 - 14   |

## Palmarès
- 1 Britbowl (1990)
- 1 Campionato britannico di secondo livello (2001[3])